# Алексеевка (Заинский район)
Алексе́евка — деревня в Заинском районе  Республики Татарстан Российской Федерации. Входит в состав Тюгеевского сельского поселения.

## География
Деревня расположена в бассейне реки Ямашка, в 32 километрах к юго-западу от города Заинск.  

## Население
| 1920 | 1926 | 1938 | 1949 | 1958 | 1970 | 1979 | 1989 | 2000 | 2010 |
| ---- | ---- | ---- | ---- | ---- | ---- | ---- | ---- | ---- | ---- |
| 489  | 375  | 461  | 408  | 344  | 280  | 174  | 112  | 143  | 122  |

## Экономика
Мясо-молочное скотоводство.

## Социальная инфраструктура
Начальная школа, клуб, библиотека.